# Mobi Urbanová
Mobi Urbanová, vlastním jménem Emilie Urbanová (28. července 1914 Praha — 22. ledna 1988 Praha) byla česká, mezinárodně úspěšná neslyšící tanečnice a učitelka tance.

## Život
Narodila se v úřednické rodině, matka byla dobrou pianistkou. Neslyšící byla podle většiny zdrojů již od narození. Když jí bylo šest let, rodiče se rozvedli.
Od tří let projevovala zájem o tanec a vypracovala s v populární a úspěšnou tanečnici, vystupující v Československu i zahraničí. Navštěvovala rytmické školy Máši Trnkové, prof. Klimešové Polákové a byla též žačkou primabaleríny Národního divadla Heleny Štěpánkové. Poprvé vystoupila veřejně v roce 1925.
Matka Emilie Urbanová se znovu provdala za Jiřího Bublu (od roku 1947 předseda Československého ústředního svazu pro neslyšící), který se stal Mobiným otčímem. Matka pracovala v administraci listu pro sluchově postižené ABC neslyšících a vedla ji od roku 1947.
Mobi Urbanová byla provdána za Karla Tomáše Severa. Žila ve Velké Chuchli, pohřbena je na Vinohradském hřbitově, spolu se svým manželem a matkou.

## Posmrtné ocenění
Život a dílo Mobi Urbanové tvořily část výstavy Čeští neslyšící (1814—2014) v budově Filozofické fakulty Univerzity Karlovy. Výstavu uspořádal Ústav jazyků a komunikace neslyšících v roce 2014.

## Dílo

### Tanec

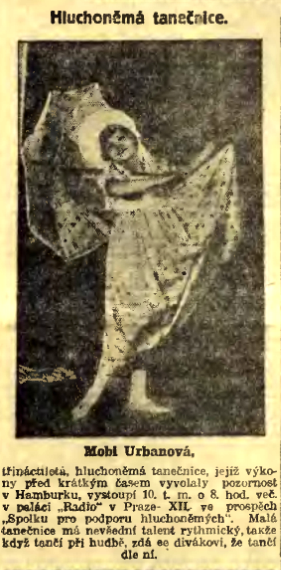
Mobi Urbanová, Národní listy 8. listopadu 1927

Její taneční kariéra trvala zhruba třicet let. Při svých vystoupeních nejen tančila, ale i hrála na klavír. Např. v roce 1944 ocenily Lidové noviny její brněnské vystoupení. Jako tanečnice vystupovala i po 2. světové válce a ještě v roce 1955 tisk zmínil její činnost v rámci Svazu československých invalidů.

### Taneční škola
Mobi Urbanová vedla od roku 1942 taneční školu pro neslyšící. S dětmi cvičila gymnastiku a tanec, její svěřenci vystupovali např. ve Smetanově síni v Obecním domě v Praze. V roce 1957 vystoupilo 80 jejích žáků ve Smetanově divadle v Praze.

### Kniha
V roce 1943 vydala vlastním nákladem knihu Erfüllter Traum/Splněný sen (česko-německé vydání).

## Zajímavost
Emilie Urbanová se narodila ve dnech první mobilizace do první světové války, která byla vyhlášena 26. července 1914. Rodiče a přátelé jí proto říkali Mobi a toto jméno používala i ona sama.